# Charles Knighton Warren
Charles Knighton Warren (* 1856; † um oder nach 1893) war ein britischer Maler.
Warren malte Genreszenen, Historiengemälde und vor allem orientalistische Gemälde. Wie für viele europäische Maler dieser Zeit wird deshalb mindestens ein Aufenthalt Warrens im Nahen Osten oder in Nordafrika angenommen, ohne dass dafür Belege vorlägen. Sicher lebte er in London und stellte in der Royal Academy zwischen 1878 und 1892 aus. Kurz darauf verliert sich jegliche Spur von ihm.

## Werke (Auswahl)
- Nubische Wache (1883, Öl auf Leinwand, 132,5 × 91,5 cm)[1]
- Porträt einer Dame (1884)
- Ägyptische Musikerin (Sunderland, Sunderland Museum & Winter Gardens)
- Porträt eines dunkelhaarigen Mädchens im roten Gewand[2]
- Aulos spielender Junge (Öl auf Leinwand, 61,6 × 50,9 cm)[3]
- The Wilson
- Mädchen mit Goldschmuck
- Porträt einer ägyptischen Frau